# Ayuntamiento de Alcalá de Henares
El Ayuntamiento de Alcalá de Henares es el organismo encargado de gobernar la ciudad de Alcalá de Henares en la Comunidad de Madrid (España). Su sede principal se localiza en la plaza de Cervantes. Desde 2023 la alcaldesa es Judith Piquet Flores, del Partido Popular.

## Historia
La historia del Ayuntamiento complutense ha trascurrido a lo largo de cuatro sedes.

### 1129-1515 Ermita de Santa Lucía
El territorio de Alcalá fue definitivamente reconquistado a los musulmanes, en 1118, por el arzobispo de Toledo Bernardo de Sedirac. Alcalá de Henares se organizó como Comunidad de Villa y Tierra en 1129, al ser donado por el rey Alfonso VII al arzobispado de Toledo. Con fueros propios de 1135 (otorgado por el arzobispo Raimundo de Toledo) y de 1235 (otorgado por el arzobispo Rodrigo Jiménez de Rada). La villa clerical y sus aldeas estaban organizadas como concejo abierto, y los vecinos se reunían en la ermita de Santa Lucía (considerada como la primera sede consistorial). El 6 de febrero de 1509, el Cardenal Cisneros, le otorgó el Fuero Nuevo para Alcalá y su alfoz (vigente hasta el siglo XIX).

### 1515-1609 Plaza de Abajo
En 1515, con los auspicios del Cardenal Cisneros, se celebró un laudo para el buen gobierno de la villa entre pecheros y nobles. Quedándose los últimos con el gobierno de la villa, y eximiendo a los primeros de impuestos. El Concejo se situó en la plaza de Abajo o de la Picota (en el extremo este de la actual plaza de los Santos Niños). 

### 1609-1870 Plaza del Mercado

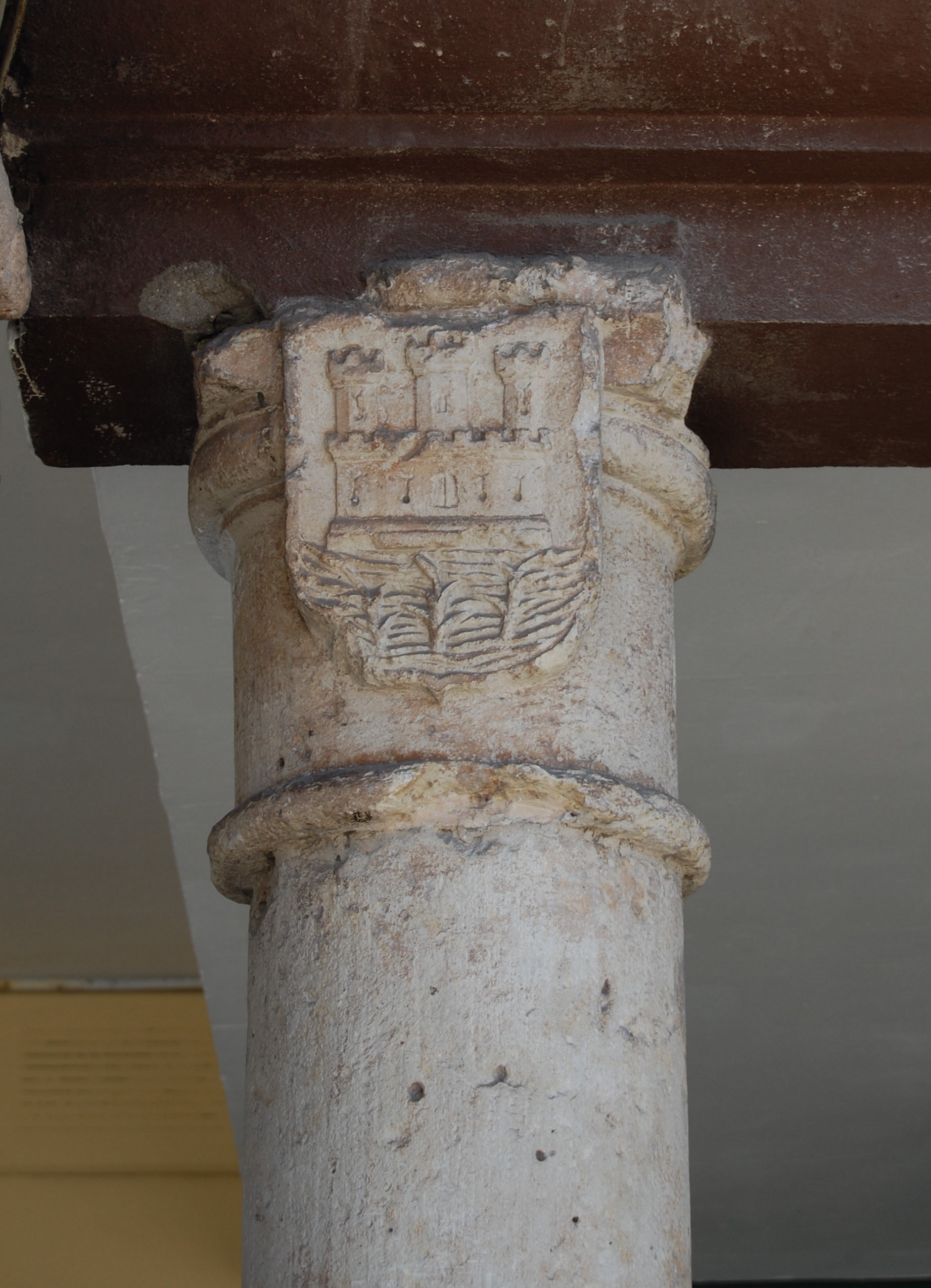
Capitel con el escudo municipal, en la anterior sede de la casa consistorial (plaza de Cervantes, 17)

En 1609 se trasladó la casa consistorial a la plaza del Mercado (actual plaza de Cervantes, 17), en un edificio trazado por el alcalaíno Sebastián de la Plaza, del que conserva una columna que ostenta el escudo complutense esculpido en el capitel. El 19 de mayo de 1687, Carlos II concedió a la población el título de ciudad.

### 1870 Convento de Agonizantes (sede actual)

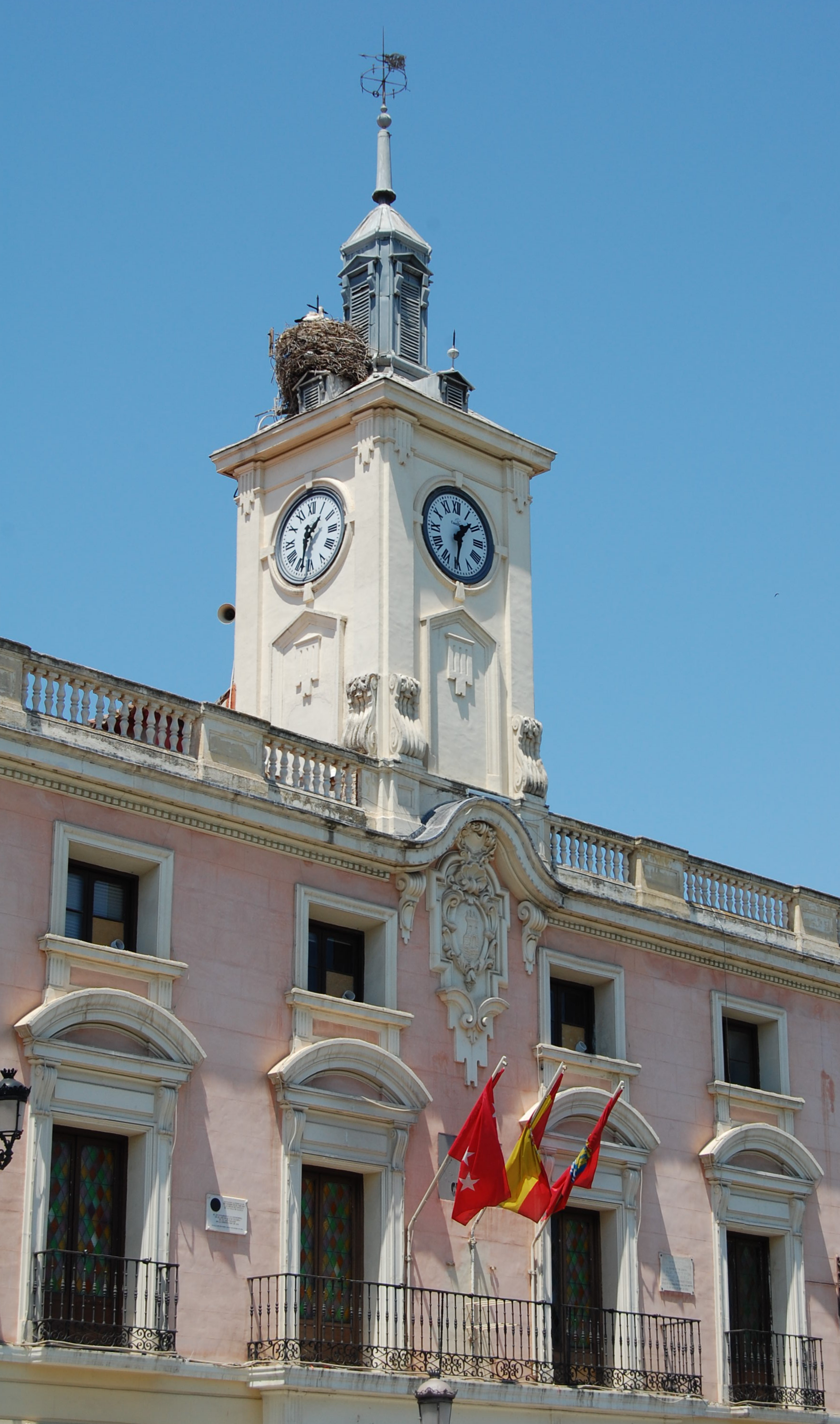
Nueva torre del reloj (de 1946) y balcón principal

Ante el avanzado deterioro de la casa consistorial se planteó la edificación de una nueva sede. El arquitecto José María Guallart y Sánchez presentó un frustrado proyecto en 1858, que se habría emplazado en el centro de la plaza del Mercado.
Tras la desamortización de Madoz, en 1855, quedó vacío el Colegio-convento de la Orden de Clérigos Regulares Ministros de los Enfermos de San Carlos Borromeo y de San Camilo de Lelis o de Agonizantes construido entre 1652 y 1675 (en la plaza de Cervantes número 12), los ediles hicieron gestiones para trasladar ahí su sede municipal y la Milicia Nacional, consiguiendo definitivamente su cesión en 1868.
Desde el 11 de noviembre de 1870 es el Palacio Consistorial de Alcalá de Henares y sería remodelado por el arquitecto Cirilo Vara y Soria, para su nueva función; dejando el lateral sur de la edificación para las Escuelas Municipales, de ahí su denominación de Calle de las Escuelas. En 1872 el arquitecto Adolfo Fernández Casanova divide la antigua capilla del convento, convirtiendo la planta superior en el actual Salón Noble o de Plenos, y la planta baja en oficinas. En 1875 el salón de plenos se decoró con estucos y tapices, instalando en sus paredes los medallones dedicados a Cervantes, el Cardenal Cisneros, El Empecinado, Nebrija, Pedro Gumiel, y Antonio de Solís y Rivadeneyra. En la planta alta se construyó el archivo documental. En el exterior se incorporó un reloj con una única esfera.
En 1880, durante una visita a la ciudad de los reyes Alfonso XII y María Cristina de Habsburgo-Lorena, le concedieron el título de «Excelentísimo» al Ayuntamiento complutense.
En 1924 el arquitecto municipal José de Azpíroz y Azpíroz remodela la fachada en un estilo ecléctico, con reminiscencias neoclásicas. Junto a las puertas principales coloca cuatro columnas; sobre el balcón central inserta el escudo de la ciudad; eleva una torrecilla central para albergar un reloj de tres esferas; y coloca una balaustrada en lo alto de la cornisa para ocultar la cubierta.
En 1946 Azpíroz, y continuado por el siguiente arquitecto municipal José María Málaga, moderniza la planta baja, con oficinas más funcionales y abriendo los huecos del patio. Dispone de un patio cuadrado en el centro, y una escalera situada en la crujía sur. En la fachada se eleva la torre, dotándola de un nuevo reloj de tres esferas de más de un metro y medio de diámetro cada una (el antiguo reloj fue vendido al Ayuntamiento de Meco); el nuevo reloj, construido en Roquetas por la empresa Manufacturas Blasco de Relojes Públicos, se inauguró el 6 de agosto de 1946.

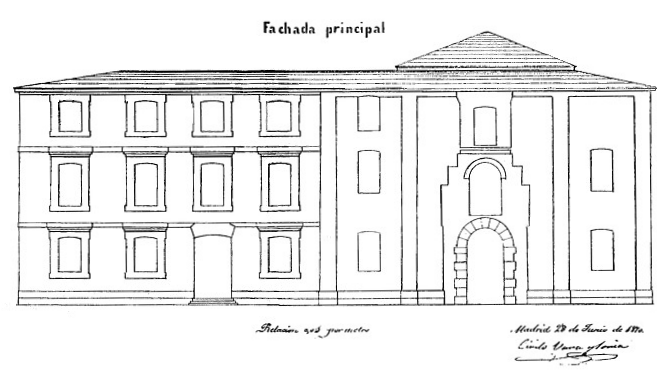
Fachada principal del antiguo Convento de Agonizantes en 1870. Plano de Cirilo Vara y Soria
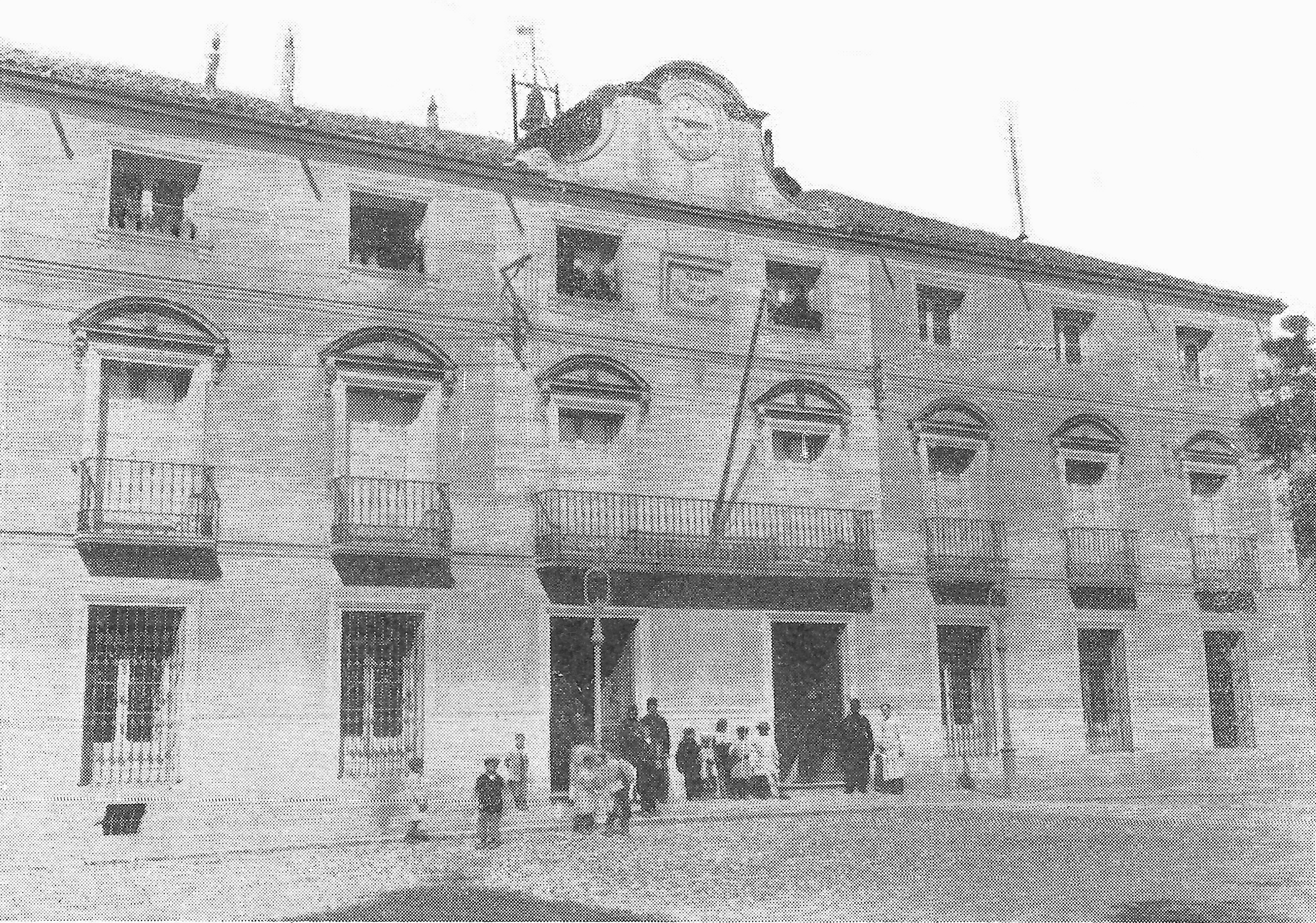
Fachada del Ayuntamiento en 1914
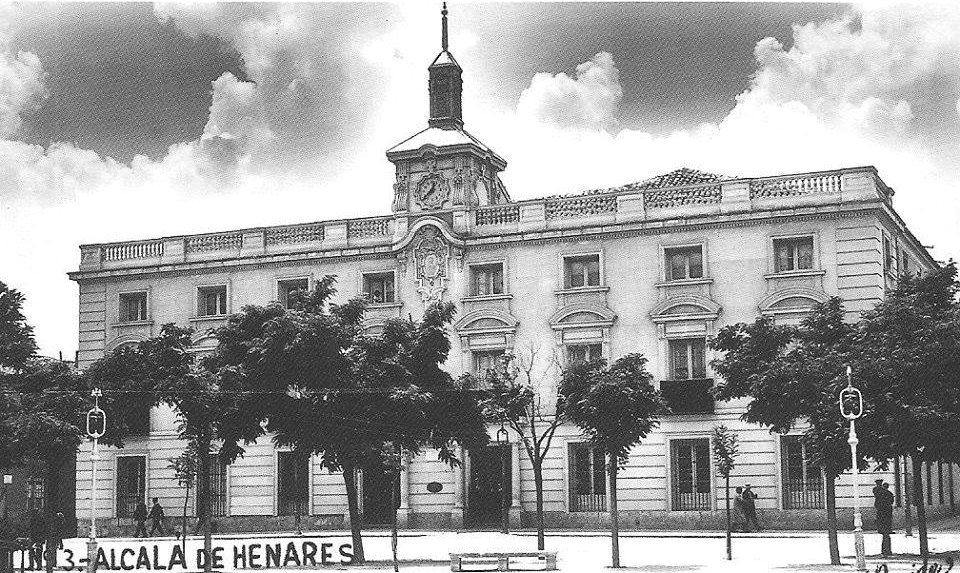
Fachada en 1930 (incorpora la torre del reloj y la balaustrada)

#### Obras de arte

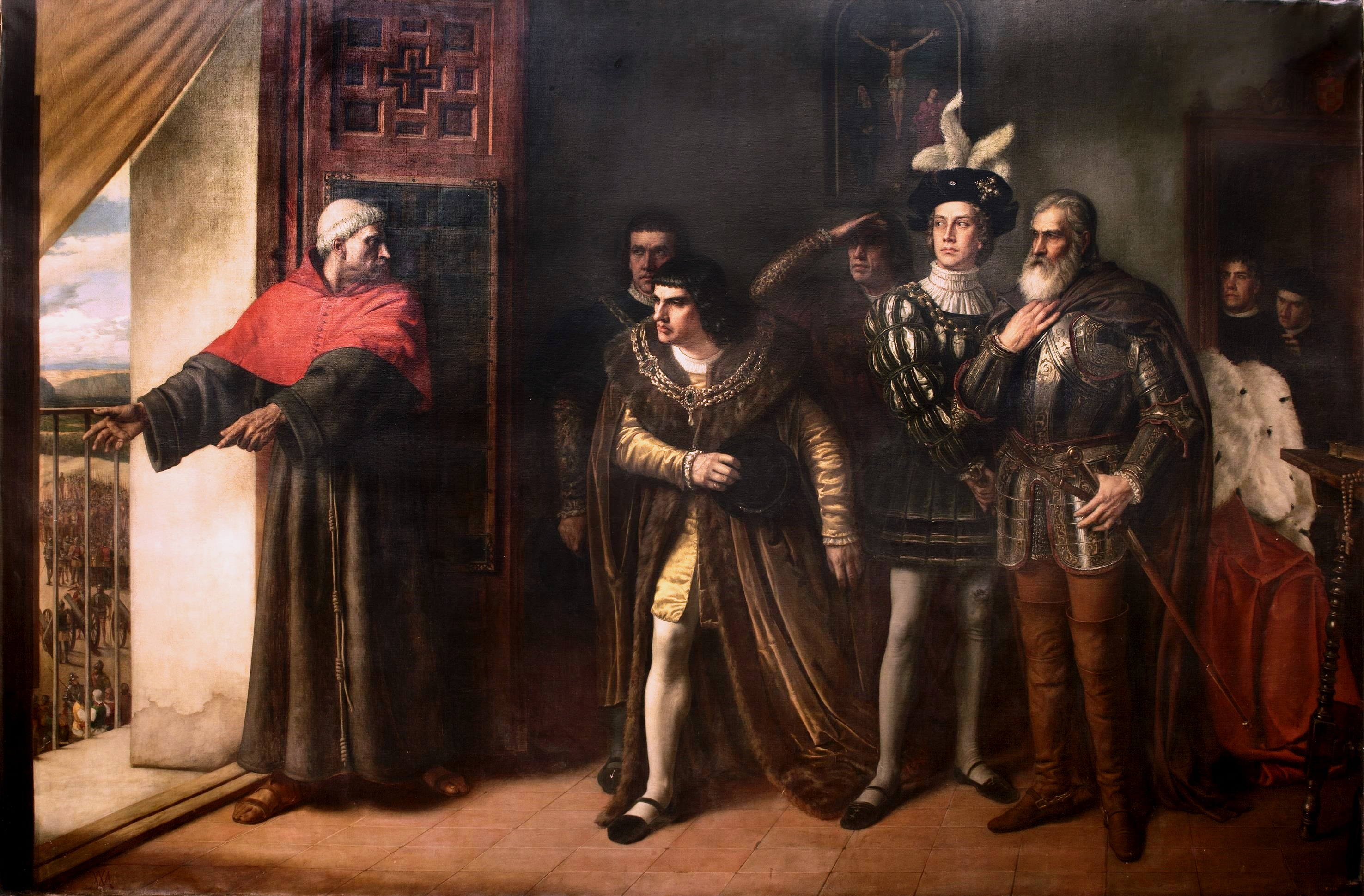
Estos son mis poderes (1864), de Víctor Manzano y Mejorada.

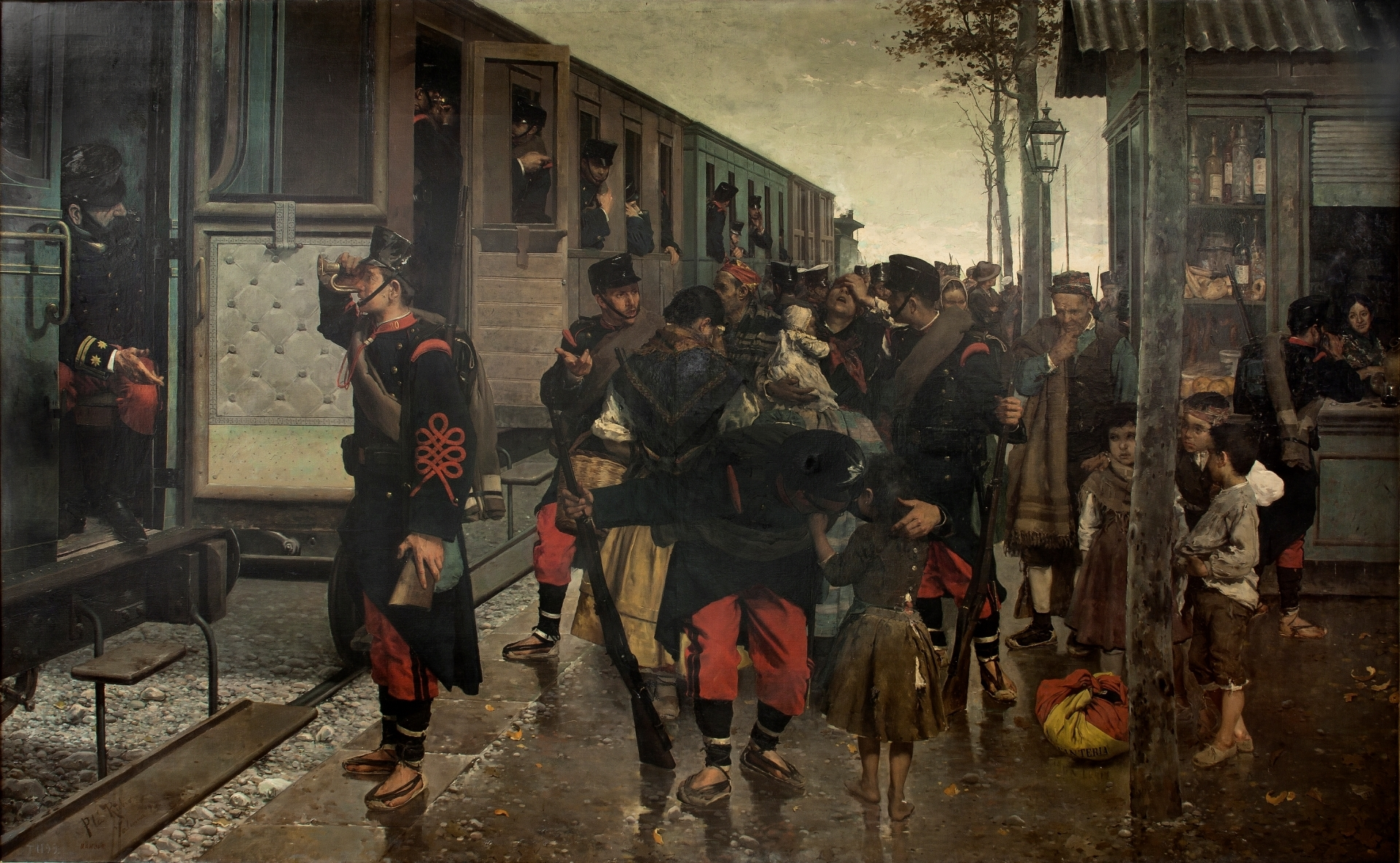
¡A la guerra! (1895), de Alberto Pla y Rubio.

En su interior atesora una colección de pinturas, entre las que destacan: Estos son mis poderes o Cisneros y los Grandes (1864), de Víctor Manzano y Mejorada, Cervantes y sus modelos (1887), de Ángel Lizcano Monedero, y ¡A la guerra! (1895), de Alberto Pla y Rubio. Además, de un arcón de caudales del siglo XVI, y las cuatro mazas ceremoniales de plata de la ciudad. La Sala de Juntas está decorada con el repostero del Cardenal Bedmar, el busto de varios personajes clave de la historia local, y en una hornacina con reja forjada a mano (obra de Jesús Prades) se custodia la Biblia Políglota Complutense. En el Salón de Plenos, decorando sus paredes, hay seis medallones desde 1875, dedicados a: Antonio de Nebrija, Antonio de Solís, Cardenal Cisneros, El Empecinado, Miguel de Cervantes y Pedro Gumiel; hacia 1915 se añadió otro para recordar a Lucas del Campo,

## Alcaldes

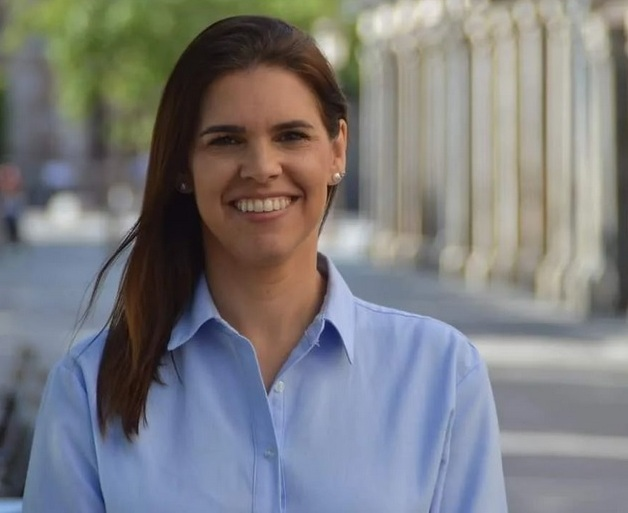
Judith Piquet Flores, alcaldesa de Alcalá desde 2023

La ciudad estuvo gobernada, desde 1979, por el PSOE en solitario durante 16 años. Desde 1995 gobernó el PP con mayoría simple, y de 1999 a 2003 el PSOE en coalición con Izquierda Unida. El PP gobernó desde 2003, primero con mayoría absoluta, y a partir de 2011 con mayoría simple, gracias a la abstención de UPyD y de España 2000. En 2015 el PSOE recupera la alcaldía con el apoyo de Somos Alcalá e Izquierda Unida. Tras las elecciones de 2023, el PP recupera la alcaldía en coalición con Vox, siendo Judith Piquet Flores la primera alcaldesa en la historia de la ciudad.
| Periodo   | Nombre | Partido                                  |
| --------- | --- | ---------------------------------------- |
| 1979-1983 | Carlos Valenzuela Lillo                                                                                              | Partido Socialista Obrero Español (PSOE) |
| 1983-1987 | Arsenio Eugenio Lope Huerta (23/05/1983-17/02/1987) Teodoro Escribano Ávilas (25/02/1987-30/06/1987)[cita requerida] | Partido Socialista Obrero Español (PSOE) |
| 1987-1991 | Florencio Isidro Campos Corona                                                                                       | Partido Socialista Obrero Español (PSOE) |
| 1991-1995 | Florencio Isidro Campos Corona                                                                                       | Partido Socialista Obrero Español (PSOE) |
| 1995-1999 | Bartolomé González Jiménez                                                                                           | Partido Popular (PP)                     |
| 1999-2003 | Manuel Peinado Lorca                                                                                                 | Partido Socialista Obrero Español (PSOE) |
| 2003-2007 | Bartolomé González Jiménez                                                                                           | Partido Popular (PP)                     |
| 2007-2011 | Bartolomé González Jiménez                                                                                           | Partido Popular (PP)                     |
| 2011-2015 | Bartolomé González Jiménez (11/06/2011-02/07/2012) Francisco Javier Bello Nieto (12/07/2012-13/06/2015)              | Partido Popular (PP)                     |
| 2015-2019 | Javier Rodríguez Palacios                                                                                            | Partido Socialista Obrero Español (PSOE) |
| 2019-2023 | Javier Rodríguez Palacios                                                                                            | Partido Socialista Obrero Español (PSOE) |
| 2023-act. | Judith Piquet Flores                                                                                                 | Partido Popular (PP)                     |

## Juntas municipales de distrito
En 2007 la organización administrativa local se descentralizó en cinco Juntas Municipales de Distrito, con sus respectivos edificios:
| Distritos | Denominación        | Dirección                  | Barrios |
| --------- | ------------------- | -------------------------- | --- |
| I         | Centro              | Calle Navarro y Ledesma, 1 | Casco histórico, Venecia                                                                                      |
| II        | Reyes Católicos     | Avenida Reyes Católicos, 9 | De Belén, Del Pilar, El Juncal, Luis Vives, Nueva Alcalá, Puerta de Madrid, Reyes Católicos, Villas de Alcalá |
| III       | Chorillo-Garena     | Paseo de los Pinos, 1      | Campo del Ángel, Chorrillo, La Garena, Iviasa                                                                 |
| IV        | Ensanche-Espartales | Calle Octavio Paz, 15      | Campus universitario, Ensanche, Espartales                                                                    |
| V         | El Val              | Calle Cuenca, 1            | Ciudad del Aire, Colonia de la Marina, El Val, Pryconsa                                                       |

## Empresas municipales
- Cementerio Jardín de Alcalá de Henares, S.A.
- Empresa Municipal de la Vivienda, S.A.
- Ente Público Empresarial Alcalá Desarrollo[27]

## Pleno

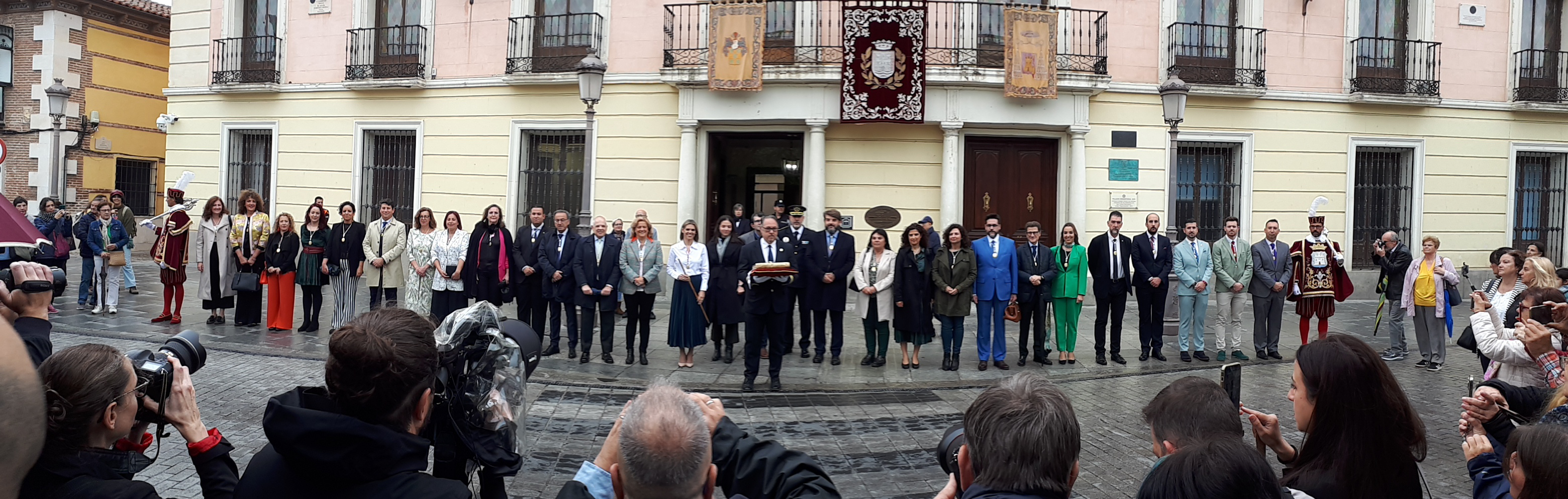
Concejales de la corporación municipal de Alcalá de Henares el 9 de octubre de 2024, en la procesión cívica dedicada a Cervantes

En el pleno de 2023-2027, la alcaldesa y portavoz del PP es Judith Piquet Flores, el portavoz del PSOE Javier Rodríguez Palacios, el portavoz de Vox Víctor Manuel Acosta Hernández y la portavoz de Más Madrid Rosa Mª Romero Méndez.
En el pleno 2019-2023, el alcalde era Javier Rodríguez Palacios, del PSOE, el portavoz del PSOE Alberto Blázquez Sánchez, el portavoz de CS Miguel Ángel Lezcano López, la portavoz del PP Judith Piquet Flores, el portavoz de Vox Javier Moreno de Miguel y la portavoz de Podemos Teresa López Hervás.
| Partido político | Partido político                                                             | 2023   | 2019   | 2015   | 2011   | 2007   | 2003   | 1999   | 1995   | 1991   | 1987   | 1983   | 1979   |
| Partido político | Partido político                                                             | Ediles | Ediles | Ediles | Ediles | Ediles | Ediles | Ediles | Ediles | Ediles | Ediles | Ediles | Ediles |
|                  | Partido Socialista Obrero Español (PSOE)                                     | 11     | 12     | 7      | 9      | 11     | 10     | 11     | 9      | 13     | 13     | 17     | 12     |
|                  | Partido Popular (PP)-Alianza Popular (AP)                                    | 11     | 5      | 8      | 12     | 14     | 14     | 12     | 11     | 8      | 5      | 6      | 0      |
|                  | Vox                                                                          | 3      | 2      | 0      | —      | —      | —      | —      | —      | —      | —      | —      | —      |
|                  | Más Madrid-Verdes Equo                                                       | 2      | 0      | —      | —      | —      | —      | —      | —      | —      | —      | —      | —      |
|                  | Podemos-Izquierda Unida-Los Verdes (IU-LV)-Partido Comunista de España (PCE) | 0      | 2      | 1      | 3      | 2      | 3      | 4      | 7      | 6      | 4      | 4      | 6      |
|                  | Ciudadanos (CS)                                                              | 0      | 6      | 4      | —      | —      | —      | —      | —      | —      | —      | —      | —      |
|                  | Somos Alcalá                                                                 | —      | 0      | 6      | —      | —      | —      | —      | —      | —      | —      | —      | —      |
|                  | España 2000                                                                  | —      | 0      | 1      | 1      | —      | —      | —      | —      | —      | —      | —      | —      |
|                  | Unión Progreso y Democracia (UPyD)                                           | —      | —      | 0      | 2      | —      | —      | —      | —      | —      | —      | —      | —      |
|                  | Centro Democrático y Social (CDS)-Unión de Centro Democrático (UCD)          | —      | —      | —      | —      | —      | —      | 0      | 0      | 0      | 5      | 0      | 7      |
|                  | Organización Revolucionaria de Trabajadores (ORT)                            | —      | —      | —      | —      | —      | —      | —      | —      | —      | —      | —      | 2      |

## Resultados electorales históricos
| Partido político                                                    | 2023  | 2023   | 2023       | 2019  | 2019   | 2019       | 2015  | 2015   | 2015       | 2011  | 2011   | 2011       | 2007  | 2007   | 2007       | 2003  | 2003   | 2003       | 1999  | 1999   | 1999       | 1995  | 1995   | 1995       | 1991  | 1991   | 1991       | 1987  | 1987   | 1987       | 1983  | 1983   | 1983       | 1979  | 1979   | 1979       |
| Partido político                                                    | %     | Votos  | Concejales | %     | Votos  | Concejales | %     | Votos  | Concejales | %     | Votos  | Concejales | %     | Votos  | Concejales | %     | Votos  | Concejales | %     | Votos  | Concejales | %     | Votos  | Concejales | %     | Votos  | Concejales | %     | Votos  | Concejales | %     | Votos  | Concejales | %     | Votos  | Concejales |
| Partido Socialista Obrero Español (PSOE)                            | 37,17 | 35 014 | 11         | 37,04 | 33 138 | 12         | 23,84 | 21 370 | 7          | 31,88 | 27 936 | 9          | 37,11 | 32 192 | 11         | 32,75 | 29 561 | 10         | 36,76 | 27 269 | 11         | 30,05 | 24 806 | 9          | 40,29 | 23 344 | 13         | 43,86 | 26 960 | 13         | 57,35 | 31 849 | 17         | 39,53 | 15 816 | 12         |
| Partido Popular (PP)-Alianza Popular (AP)                           | 35,54 | 33.485 | 11         | 17,02 | 15.226 | 5          | 24,08 | 21 588 | 8          | 40,67 | 35 642 | 12         | 48,83 | 42 356 | 14         | 47,34 | 42 738 | 14         | 42,76 | 31 722 | 12         | 38,50 | 31 786 | 11         | 25,55 | 14 801 | 8          | 16,77 | 10 306 | 5          | 20,88 | 11 596 | 6          | 2,78  | 1112   | 0          |
| Vox                                                                 | 11,60 | 10 929 | 3          | 7,96  | 7127   | 2          | 0,55  | 491    | 0          | —     | —      | —          | —     | —      | —          | —     | —      | —          | —     | —      | —          | —     | —      | —          | —     | —      | —          | —     | —      | —          | —     | —      | —          | —     | —      | —          |
| Más Madrid-Verdes Equo                                              | 6,46  | 6086   | 2          | 2,34  | 2094   | 0          | —     | —      | —          | —     | —      | —          | —     | —      | —          | —     | —      | —          | —     | —      | —          | —     | —      | —          | —     | —      | —          | —     | —      | —          | —     | —      | —          | —     | —      | —          |
| Podemos-Izquierda Unida (IU)-Partido Comunista de España (PCE)      | 2,83  | 2674   | 0          | 7,52  | 6729   | 2          | 5,28  | 4735   | 1          | 9,71  | 8509   | 1          | 6,96  | 6034   | 2          | 11,36 | 10 257 | 3          | 13,66 | 10 136 | 4          | 24,27 | 20 036 | 7          | 18,45 | 10 689 | 6          | 12,81 | 7876   | 4          | 13,96 | 7752   | 4          | 21,68 | 8676   | 6          |
| Ciudadanos (CS)                                                     | 2,47  | 2328   | 0          | 19,20 | 17 177 | 6          | 13,54 | 12 139 | 4          | —     | —      | —          | —     | —      | —          | —     | —      | —          | —     | —      | —          | —     | —      | —          | —     | —      | —          | —     | —      | —          | —     | —      | —          | —     | —      | —          |
| Somos Alcalá                                                        | —     | —      | —          | 4,41  | 3948   | 0          | 20,47 | 18 350 | 6          | —     | —      | —          | —     | —      | —          | —     | —      | —          | —     | —      | —          | —     | —      | —          | —     | —      | —          | —     | —      | —          | —     | —      | —          | —     | —      | —          |
| España 2000                                                         | —     | —      | —          | 3,23  | 2893   | 0          | 5,82  | 5214   | 1          | 5,18  | 4541   | 1          | —     | —      | —          | —     | —      | —          | —     | —      | —          | —     | —      | —          | —     | —      | —          | —     | —      | —          | —     | —      | —          | —     | —      | —          |
| Unión Progreso y Democracia (UPyD)                                  | —     | —      | —          | —     | —      | —          | 2,95  | 2640   | 0          | 7,12  | 6241   | 2          | —     | —      | —          | —     | —      | —          | —     | —      | —          | —     | —      | —          | —     | —      | —          | —     | —      | —          | —     | —      | —          | —     | —      | —          |
| Centro Democrático y Social (CDS)-Unión de Centro Democrático (UCD) | —     | —      | —          | —     | —      | —          | —     | —      | —          | —     | —      | —          | —     | —      | —          | —     | —      | —          | 0,42  | 314    | 0          | 1,52  | 1254   | 0          | 4,77  | 2766   | 0          | 18,57 | 11 415 | 5          | 3,58  | 1990   | 0          | 23,45 | 9381   | 7          |
| Organización Revolucionaria de Trabajadores (ORT)                   | —     | —      | —          | —     | —      | —          | —     | —      | —          | —     | —      | —          | —     | —      | —          | —     | —      | —          | —     | —      | —          | —     | —      | —          | —     | —      | —          | —     | —      | —          | —     | —      | —          | 3783  | 9,45   | 2          |

## Evolución de la deuda viva municipal
El concepto de deuda viva contempla sólo las deudas con cajas y bancos relativas a créditos financieros, valores de renta fija y préstamos o créditos transferidos a terceros, excluyéndose, por tanto, la deuda comercial.
| Gráfica de evolución de la deuda viva del Ayuntamiento entre 2008 y 2023                                    |
| |
| Deuda viva del Ayuntamiento de Alcalá de Henares, en miles de euros, según datos del Ministerio de Hacienda |

## Publicaciones
- Escuela Municipal de Adultos (2019). Las princesas tambien vencemos a los dragones : colorín colorado, cuentos transformados. ISBN 978-84-15005-59-9. OCLC 1117421656. Consultado el 23 de mayo de 2022.